# ロケット号
ロケット号（ロケットごう、(Stephenson's) Rocket）とは、ロバート・スチーブンソン が設計した蒸気機関車である。世界初の旅客鉄道であるリバプール・アンド・マンチェスター鉄道の機関車で、最高速度は時速46.6kmであった。
1829年に開催された、リバプール・アンド・マンチェスター鉄道で使用する蒸気機関車を選定するためのレインヒル機関車コンテスト（レインヒル・トライアル）に参加して優勝し、蒸気機関車の有効性を示した。
リバプール・アンド・マンチェスター鉄道が開通後はリヴァプール-マンチェスター間を約四時間半かけて走行していた。
1830年9月15日に同鉄道の開通式が行われ、世界で初めて一般の乗客が乗った客車を蒸気機関車を使用して運行、開通記念列車に試乗したリヴァプールの代議士ウィリアム・ハスキソンがウェリントン公（当時首相）に挨拶しようと下車したときに、反対方向から来た列車に轢かれて片足を切断されて死亡した。これが世界最初の鉄道事故となった。

## 構造
のちに製造された蒸気機関車のほとんどに本号と同じ技術と仕組みが採用されており、産業用蒸気機関車の原点ともいうべき存在である。
ロケット号は設計時点で以下の当時最新技術が採用されている。
- 多数の「煙管」を使って伝熱面積を大きくし、蒸気の発生量を増加させたボイラー。
- シリンダーからの蒸気を排気管を通して煙突内へ送り、燃焼ガスの排気を促し、煙管を通過する火炎を誘導してボイラーでの燃焼を強めるしくみ。
- ピストンの往復運動を連接棒で動輪へ直接伝える方式。

煙突の横にボイラーで発生した水蒸気の圧力を示す目盛がある。運転席には椅子がなく屋根もないオープンデッキのタイプで、機関士、機関助士共に立ったままで操縦を行う。テンダーはキャブに面する側の側板が設置されておらず、石炭は崩れてきてしまう為多量に積載することが出来ない。水槽タンクはテンダー後方上部に横にして積まれている樽で、ここから給水している。

### シリンダー配置
動輪を駆動するシリンダーが、運転席付近に斜めについているのが特徴。これは、これ以前にロバートと父ジョージ・スチーブンソンが設計したロコモーション号のような車両の中央付近に垂直に立てられたシリンダーから、後の蒸気機関車の中心となる水平に近い角度でフレームにしっかりと固定されたシリンダーへ移る過渡期の設計といえる。当初はシリンダーの傾斜が今よりもきつかったが、後に設計されたプラネット号では、水平に近い角度でフレームの内側に固定されている。これは車両重心が高く横揺れが大きかったことを解消するためである。この後ロケット号もシリンダーが水平近くに変更された。改造が施されたのは1831年頃で、1840年頃までこの改造した車両が旅客・貨物用として、後に石炭運搬用として使用されていた。1862年に多少修復され特許博物館（のちのサイエンス・ミュージアム）へ寄贈された。現存の車両は1829年～1936年の部品によって構成されていると考えられ、初期のものではなく、改造後の「ロケット号」に近い。

## レプリカ
後になって複数のレプリカが製造されており、現存しているものは動態保存されている。このレプリカは車両限界の規定によって煙突の高さがオリジナルの物よりも低く作られた。1983年には3月19日から6月5日まで大阪のエキスポランドで『偉大なる鉄道博覧会』でレプリカが展示、運行され、1998年には 『日英修好通商条約』締結140周年にちなみ英国祭98の記念行事の一環として大英科学博物館展が神戸市立博物館（3月21日-5月17日）、北九州市西日本総合展示場新館（5月31日-7月12日）、東京国際フォーラム（7月22日-8月30日）の各会場で開催され、サイエンス・ミュージアムに保存されているオリジナルが展示された。このレプリカはヨークにある鉄道博物館にて保存、展示されており、レプリカには本機と当時使用されていたとされる客車がある。この客車は静態保存で、ロケット号の方は運転の際には別の青い無蓋車を客車として使用している。
また、オリジナルのロケット号の運転室の設備は火室部分を中心に現代の蒸気機関車と比べて非常に操縦しづらいものであった。このためレプリカには製造時から該当箇所の形状を変更するなど、運転展示を目的に数ヶ所にわたって現代の蒸気機関車に準ずる改良が施されている。

## ギャラリー

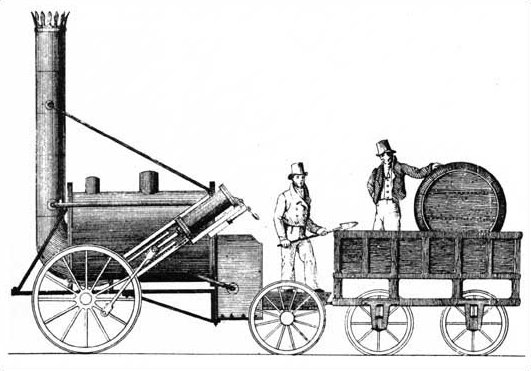
ロケット号のイラスト
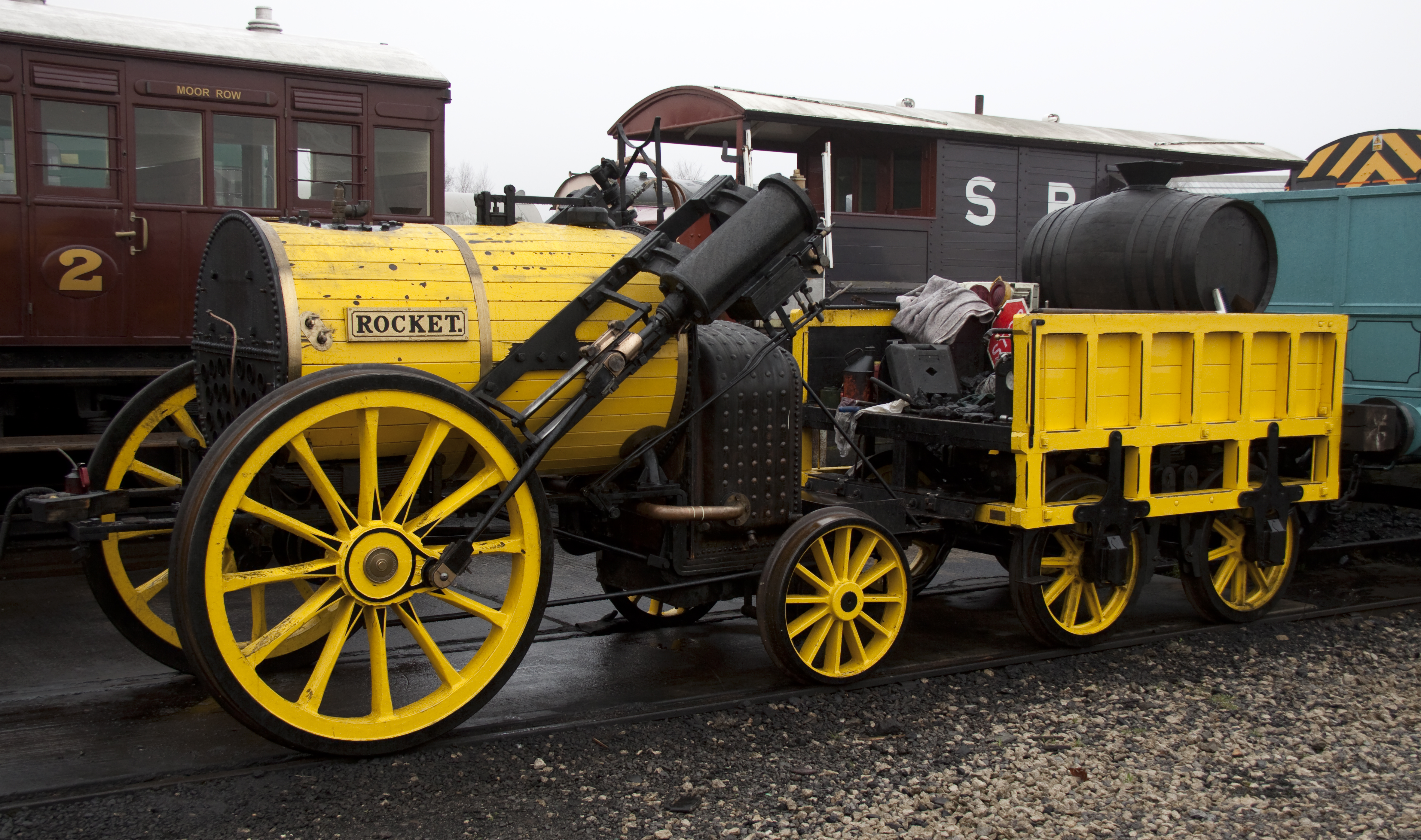
ロケット号のレプリカ
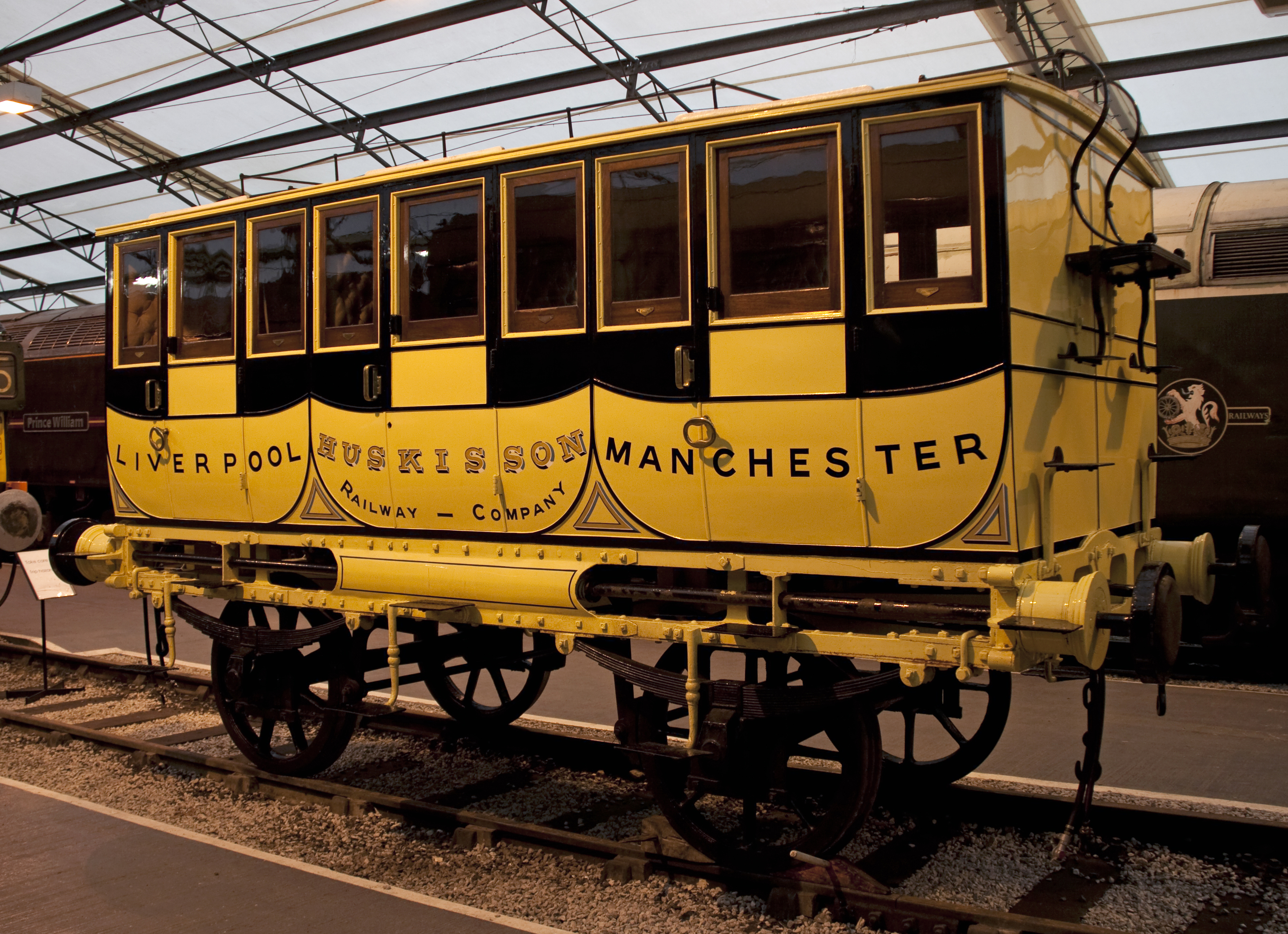
再現された当時のロケット号用の客車のレプリカ
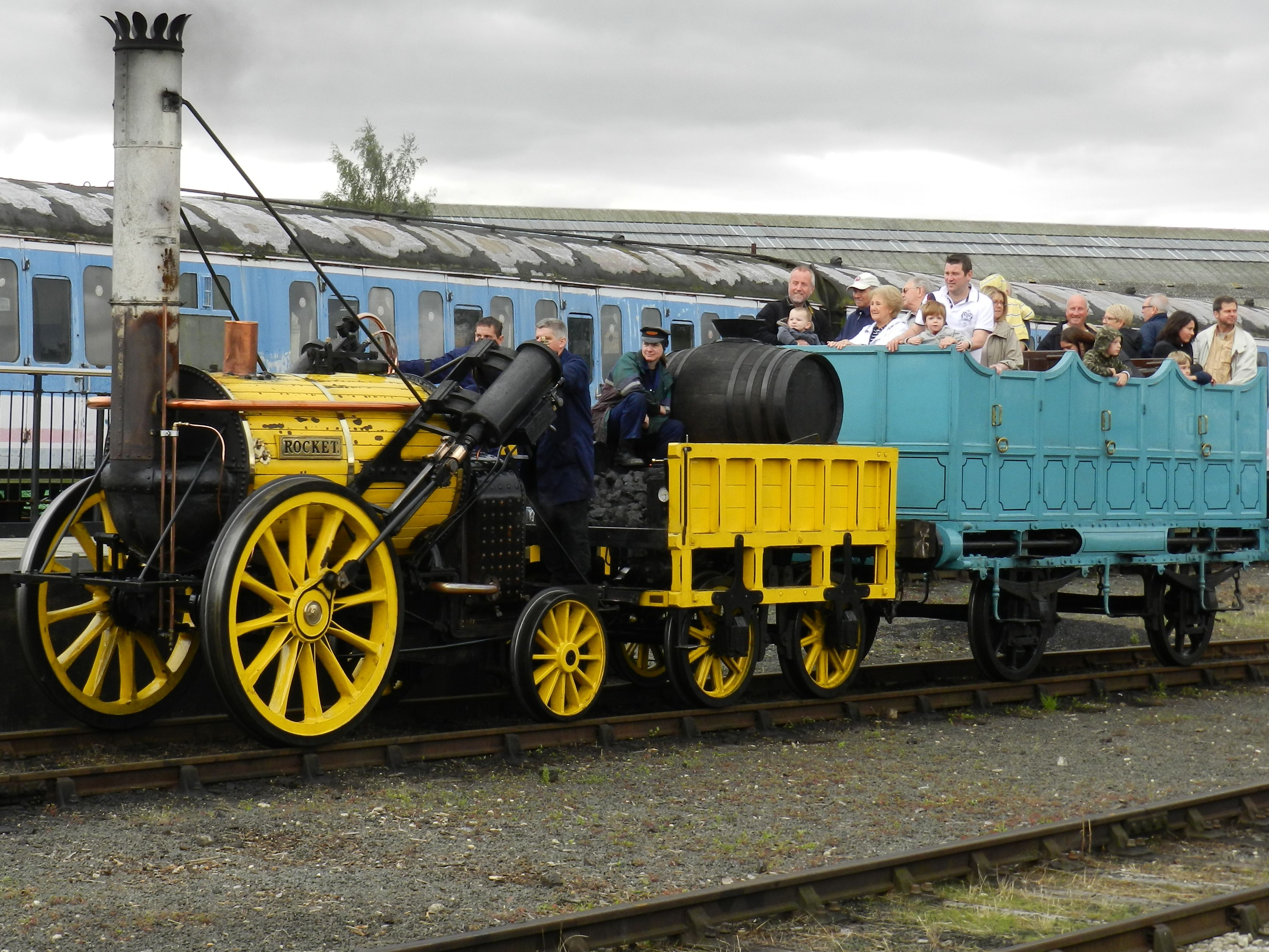
運転中のロケット号のレプリカ
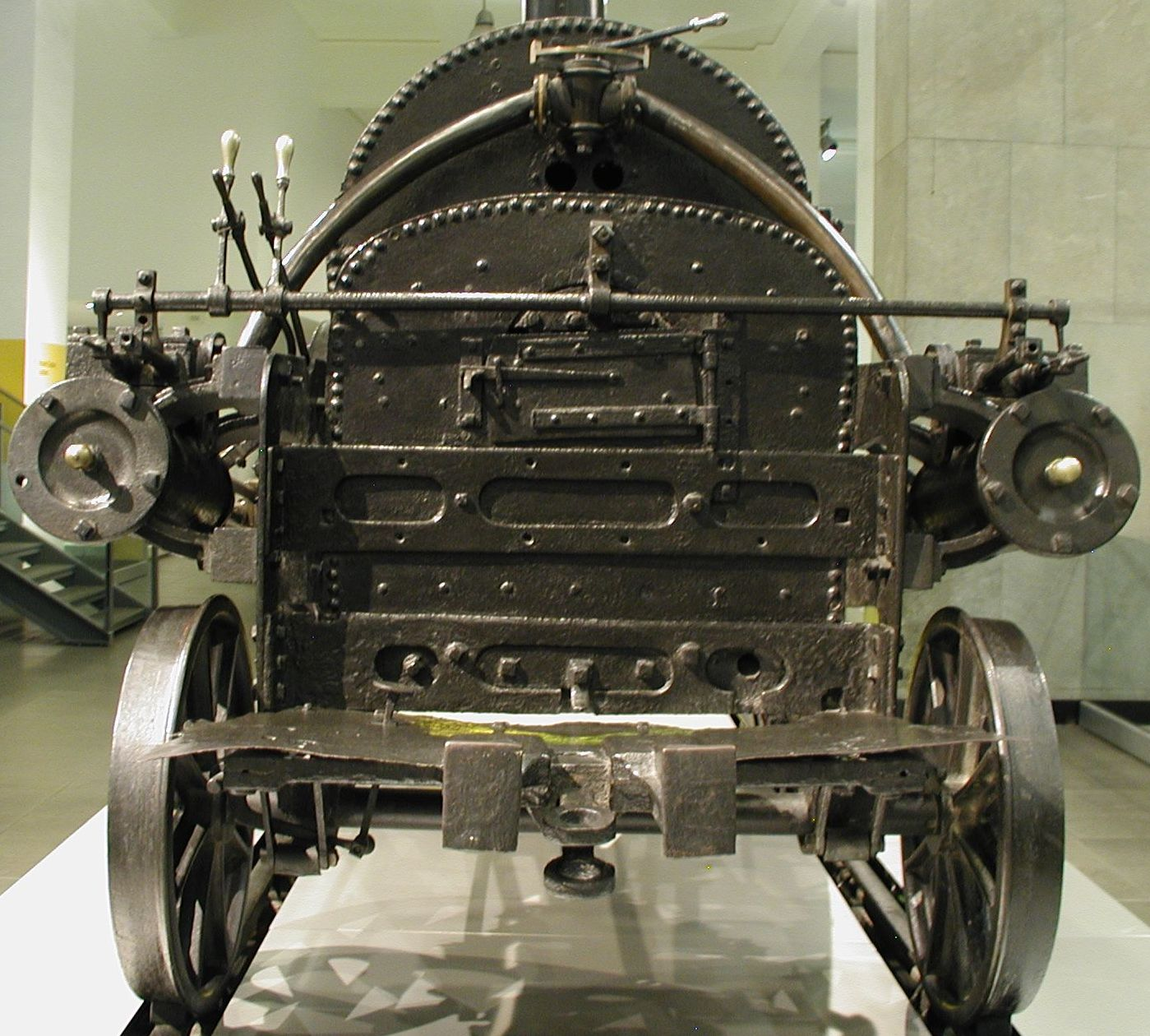
ロケット号の火室
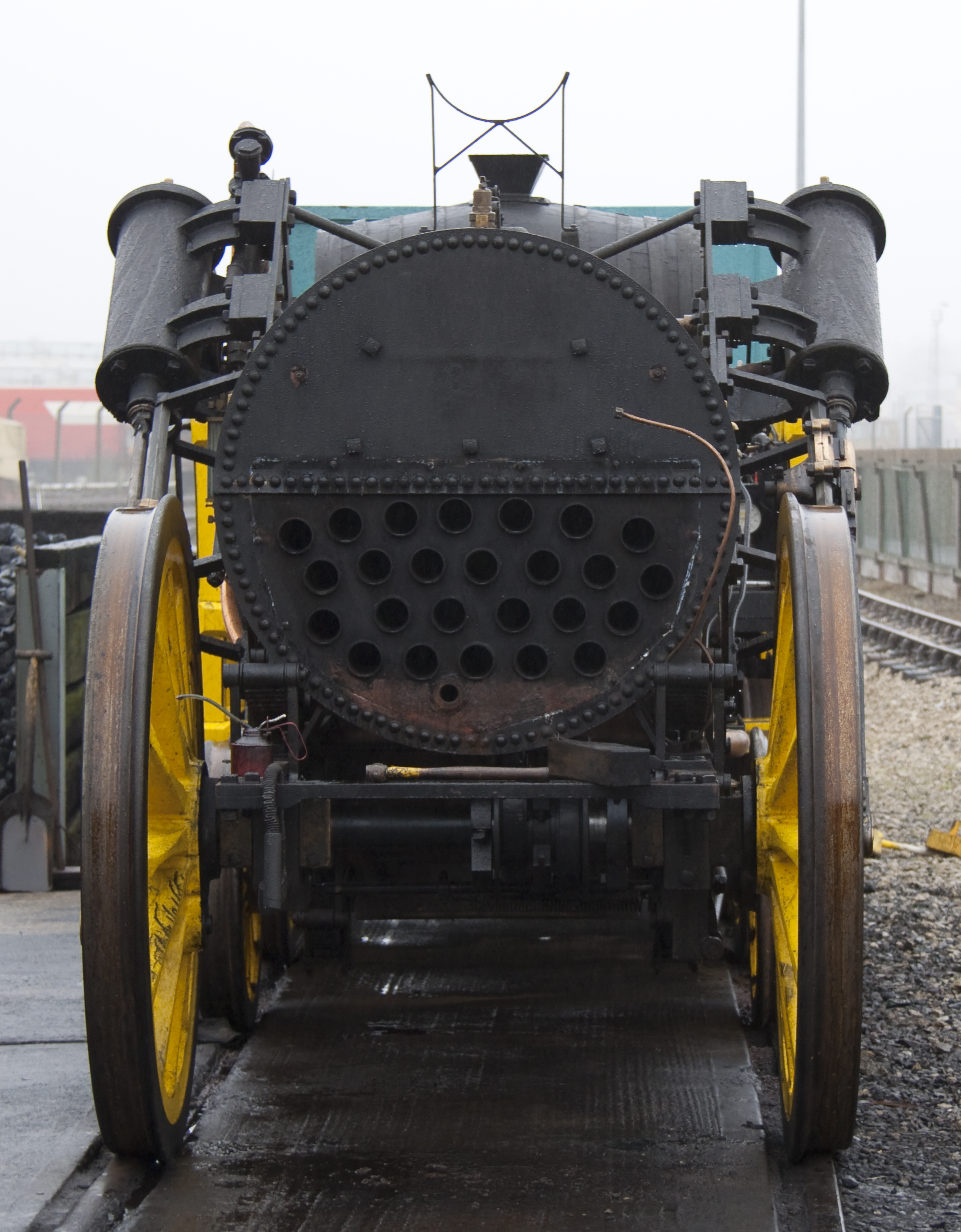
レプリカのロケット号の火室

## 登場作品
『スティーヴンソンのロケット号』 Stephenson's Rocket
ナイジェル・ヘス作曲の吹奏楽曲（1991年）。同機を題材とした楽曲であり、蒸気機関車が走行する様子を描いている。
『汽車のえほん』
第35巻「Thomas and the Great Railway Show」（日本未出版）にてレプリカのロケット号が登場する。
『きかんしゃトーマス』
長編「キング・オブ・ザ・レイル・ウェイ　トーマスと失われた王冠」より本形式をモデルにした「スティーブン」という機関車が登場する。